# Bian Ka
Bian Ka (chinesisch 卞卡, Pinyin Biàn Kǎ; * 5. Januar 1993) ist eine chinesische Kugelstoßerin.

## Sportliche Laufbahn
Erste internationale Erfahrungen sammelte Bian Ka bei den Juniorenweltmeisterschaften 2012 in Barcelona, bei denen sie mit 16,48 m die Bronzemedaille gewann. 2014 gewann sie bei den Hallenasienmeisterschaften in Hangzhou die Silbermedaille hinter der Usbekin Sofiya Burkhanova. 2015 gewann sie bei den Asienmeisterschaften in Wuhan mit 17,78 m die Bronzemedaille. Ein Jahr darauf qualifizierte sie sich für die Hallenweltmeisterschaften in Portland und belegte dort mit 17,34 m den zehnten Platz. Sie nahm auch an den Olympischen Spielen in Rio de Janeiro teil, schied dort aber mit 17,68 m in der Qualifikation aus. 2017 nahm sie an den Weltmeisterschaften in London teil und erreichte dort im Finale den zwölften Platz. Anfang September gewann sie bei den Asian Indoor & Martial Arts Games in Aşgabat mit 17,34 m die Goldmedaille.
2015 wurde sie chinesische Meisterin im Kugelstoßen.

## Persönliche Bestleistungen
- Kugelstoßen: 18,71 m, 25. September 2015 in Suzhou
  - Halle: 18,12 m, 28. Januar 2016 in Peking
- Diskuswurf: 47,87 m, 28. April 2011 in Peking